# آرچیبالد ناکس (طراح)
آرچیبالد ناکس (به انگلیسی: Archibald Knox)؛ (زادۀ ۹ آوریل ۱۸۶۴ میلادی – درگذشتۀ ۲۲ فوریهٔ ۱۹۳۳ میلادی) یک طراح مانکس با تبار اسکاتلندی بود. او بیشتر به عنوان طراح اصلی لیبرتی در اوج موفقیت و تأثیر آن‌ها بر طراحی بریتانیا و بین‌المللی شناخته می‌شود. کار ناکس پُلی میان جنبش هنر و صنایع دستی، احیای سلتیک، آر نُوو و مدرنیسم را ایجاد کرد. او به عنوان یکی از چهره‌های برجستۀ جنبش سبک مدرن شناخته می‌شود.
صدها طرح ناکس برای لیبرتی باعث شد سبک او به‌ طور گسترده‌ای شناخته شود، اگرچه نام او مطرح نبود، زیرا لیبرتی طراحان آن‌ها را ناشناس نگه می‌داشت. بیشتر کارهای او برای لیبرتی برای محدودۀ تادریک (پیوتر) و سیمریک (فلزات گرانبها) بود. سنگ قبر بنیانگذار لیبرتی، آرتور لیزنبی لیبرتی، توسط ناکس طراحی شده است.
استعداد طراحی او طیف وسیعی از اشیاء زینتی و کاربردی را در بر می‌گرفت و شامل ظروف‌نقره و ظروف‌پیوتر، جواهرات، جوهردان، جعبه، سنگ قبر، آبرنگ، طرح‌های گرافیکی، خوشنویسی، طراحی خانه، طرح‌حروف و حتی چک‌های بانکی بود.
برخی منابع تخمین می‌زنند که او حدود ۵٬۰۰۰ طرح تولید کرده‌ است.

## اوایل زندگی و پیشینۀ خانوادگی

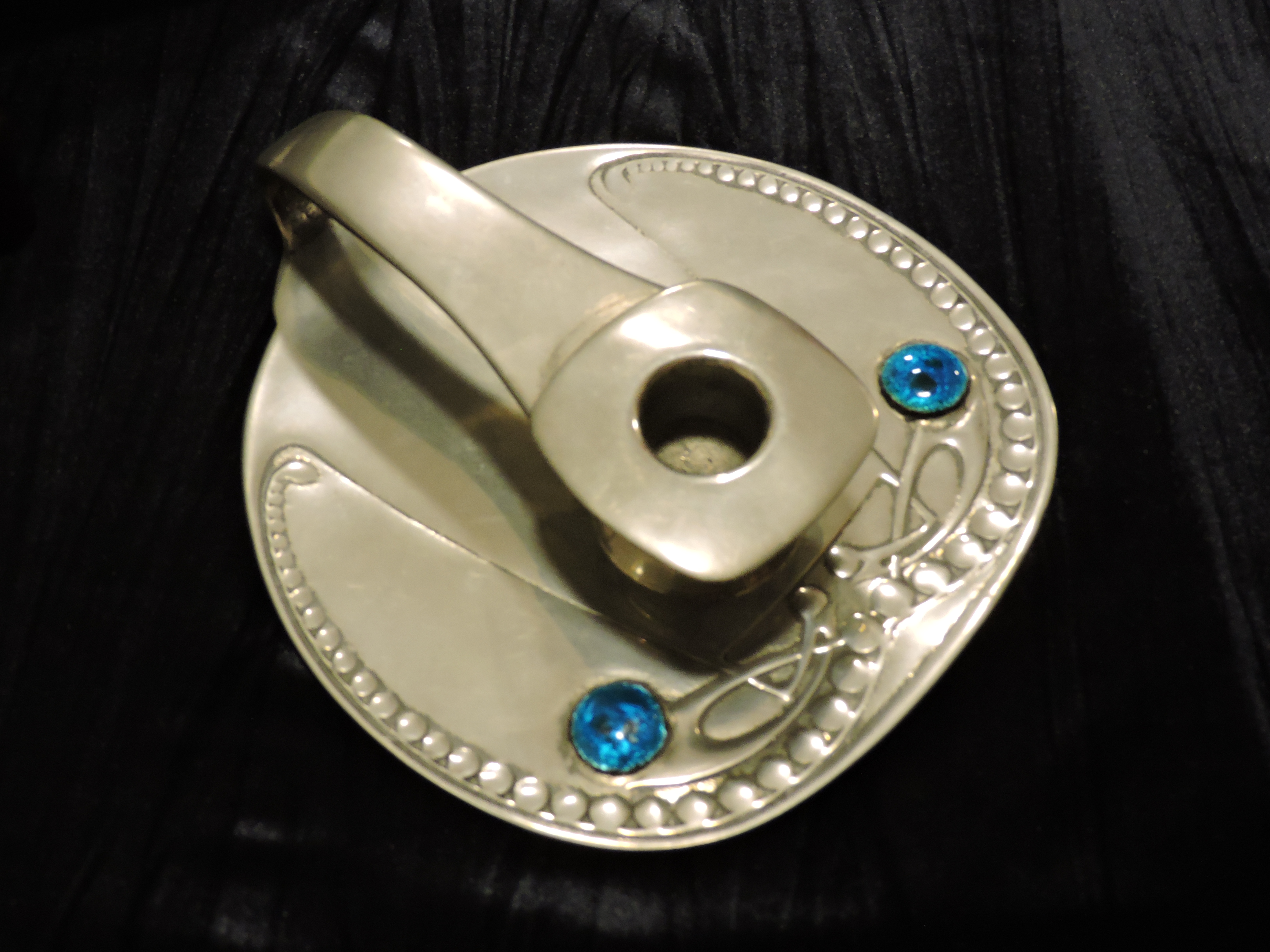
یک جاشمعی طراحی شده توسط: آرچیبالد ناکس

آرچیبالد ناکس پنجمین فرزند (و پنجمین پسر) ویلیام ناکس، کابینت‌ساز و آن کارمایکل بود که در روستای کرانکبورن، برادان به دنیا آمد. پدرش در سال ۱۸۵۳ میلادی در کیلبیرنی زندگی می‌کرد که با آن ازدواج کرد که اهل جزیرۀ لیسمور در اسکاتلند بود که مرکز کلیسای مسیحی سلتیک قرون وسطی در جزایر غربی بود. در سال ۱۸۵۶ میلادی، ناکس‌ها به همراه فرزند اولشان، رابرت، برای زندگی بهتر به جزیرۀ من نقل مکان کردند. ویلیام ناکس، «یک کابینت و ماشین‌ساز فوق‌العاده مبتکر، به شرکت کارهای ترومودوِ مور، سازندگان تورهای شاه ماهی و پارچۀ بادبانی با کیفیت بالا پیوست.» در سال ۱۸۵۶ میلادی، خواهر ویلیام، مارگارت، اولین ناکسی بود که هنگام ازدواج با مردی ماهیگیر از مانکس، به نام ویلیام کالیستر به مان نقل مکان کرد. ویلیام ناکس بعداً شرکت خود را با نام «آثار مهندسی ویلیام ناکس» راه‌اندازی کرد و چهار پسرش به شرکت او پیوستند - فقط آرچیبالد حرفۀ خود را در هنر دنبال کرد. خانواده ناکس علاوه بر راه‌اندازی یک تجارت موفق قایق بخار و کشتی، ناوگان ماهیگیری محلی را مکانیزه کردند، در روشنایی الکتریکی صنعتی در مان پیشگام بودند و اولین خودروی موتوری را به جزیره معرفی کردند. پیشینۀ مهندسی ناکس ممکن است بر روند طراحی او تأثیر گذاشته باشد، زیرا طرح‌های فلزکاری او به سبک طرح‌های آماده برای مهندسی، تولید شده‌اند.

## تحصیلات
ناکس تحصیلات خود را در مدرسۀ ابتدایی سنت بارناباس آغاز کرد و سپس به مدرسه گرامر دوگلاس رفت. خانواده ناکس در دوگلاس، بندر جزیره من و کنار اسکله زندگی و کار می‌کردند و ناکس نوجوان شروع به طراحی در اطراف منطقه کرد. در سال ۱۸۸۰ میلادی، در سن ۱۶ سالگی، ناکس در مدرسه هنر تازه افتتاح شده و خلاقانه داگلاس ثبت نام کرد. دانش‌آموزان آنجا خود را «مدرنیست‌های سرمایه‌گذار» می‌دانستند. در سال ۱۸۸۹ میلادی ناکس گواهینامۀ استادی هنر خود را دریافت کرد. ناکس در دوران جوانی‌اش علاقۀ مادام‌العمر به تاریخ اولیۀ مانکس و هنر سلتیک پیدا کرد، به ویژه به واسطۀ صلیب‌های سنگی حکاکی شده سلتیک و نورس در جزیرۀ من که از حدود ۵۰۰ تا ۱۲۰۰ پس از میلاد مسیح است. به عنوان یک معلم جوان در داگلاس، او با مدیر مدرسه و باستان‌شناس، کانن جان کواین، دوست شد و آن‌ها به‌طور منظم برای کاوش مکان‌ها به سفرهای اعزامی می‌رفتند. ناکس و کواین بعداً کلیسای متروک قدیمی کرک لونان را که کواین جانشین آن بود، بازسازی کردند. ناکس در دهۀ ۱۸۷۰ میلادی کمپینی برای بازسازی کلیسای جامع مانکس متروک در جزیره سنت پاتریک، پیل، راه‌اندازی کرد و برای انجام این کار، لیگ سن ژرمن را در سال ۱۸۹۶ میلادی تأسیس کرد.

## حرفه

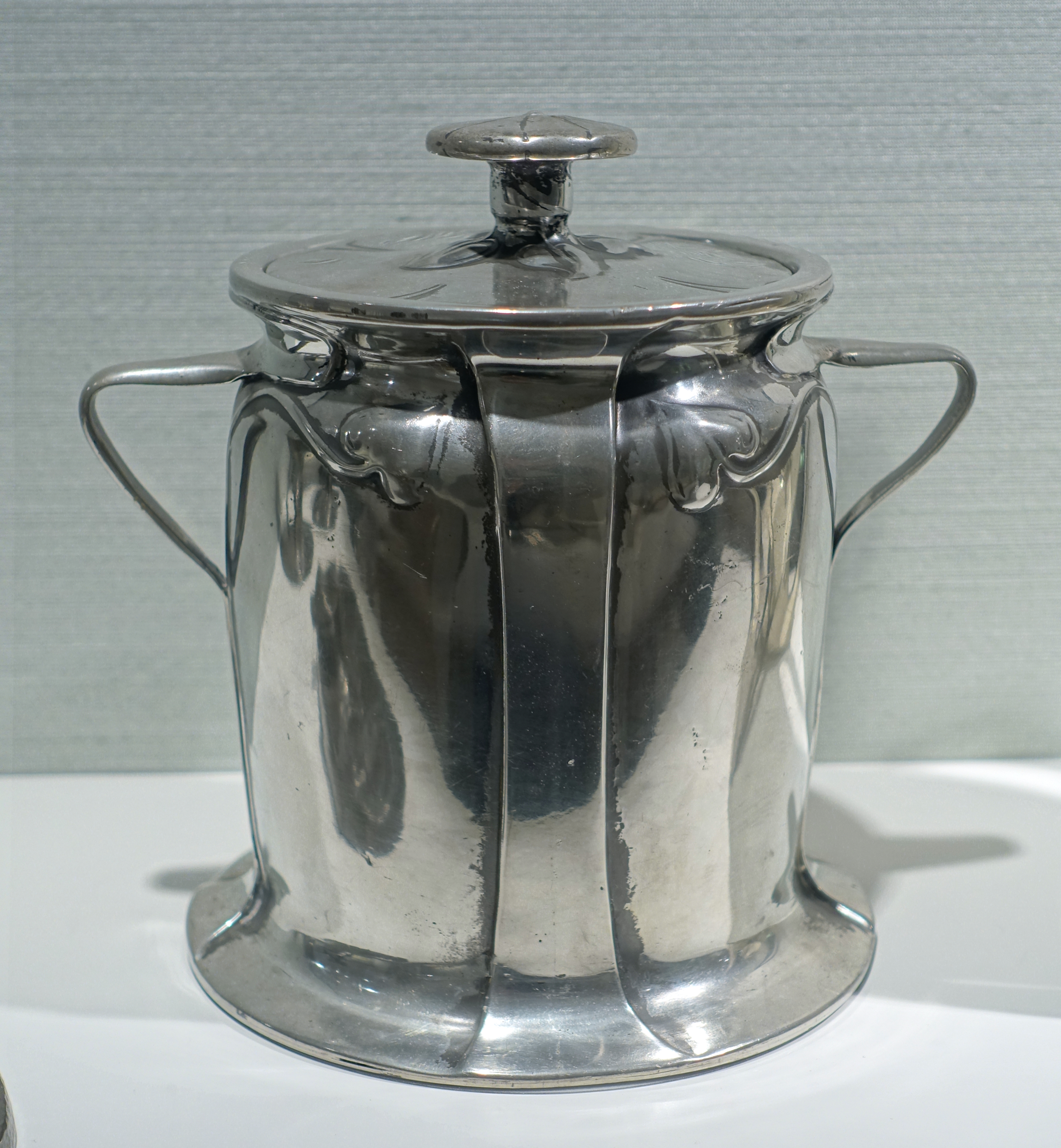
قوطی تنباکو از سری تودریک، توسط: آرچیبالد ناکس، لیبرتی و شرکت، لندن، حدود ۱۹۰۲ میلادی، قلع - موزۀ دولتی هسن‌های دارمشتات، دارمشتات، آلمان

ناکس در سال ۱۸۸۴ میلادی در حالی که هنوز دانش آموز بود در مدرسۀ هنر داگلاس تدریس کرد. معمار هنر و صنایع دستی، بیلی اسکات، کلاس‌های خود را در مدرسۀ هنر آغاز کرد، در حالی که ناکس در آنجا تدریس می‌کرد، و ناکس در طراحی برخی از فضاهای داخلی با او کار کرد. در سال ۱۸۹۳ میلادی، مجلۀ سازنده مقالۀ ناکس، «صلیب‌های باستانی در جزیرۀ من» را منتشر کرد.
در سال ۱۸۹۶ یا ۱۸۹۷ میلادی ناکس با طراح پیشگام کریستوفر درسر در لندن کار می‌کرد. در سال ۱۸۹۷ میلادی، ناکس شروع به تدریس در مدرسۀ هنر ردهیل کرد، جایی که دوستش از مدرسۀ هنر ای.جی. کالیستر مدیر آن بود.
در سال ۱۸۹۷ میلادی ناکس شروع به کار برای استودیو نقره‌ای کرد که برای لیبرتی طراحی می‌کردند. در سال ۱۸۹۹ میلادی او با کالیستر به مدرسۀ هنر کینگستون رفت. از سال ۱۹۰۰ تا ۱۹۰۴ میلادی ناکس به جزیرۀ من بازگشت و بیش از ۴۰۰ طرح را مستقیماً برای لیبرتی لندن تولید کرد که مهم‌ترین آن‌ها برای محدودۀ سیمریک و تودریک بود. کاتالوگ سیمریک آن‌ها بیان می‌کرد: «ویژگی این توسعه، جدا شدن کامل آن از قرارداد در امر طراحی است.». ناکس و همکارانش، چه طراحان همکارش در استودیو نقره‌ای یا مدیریت لیبرتی که بدون شک از آن‌ها حمایت کردند، اصول سبک هنری، جنبش هنر و صنایع دستی را یک مرحله جلوتر بردند و با انجام این کار، یک نسخۀ بریتانیایی متمایز از آر نوُوا را خلق کردند.» (وی‌اَند‌اِی) این کار به هدف لیبرتی برای «تولید اشیاء مفید و زیبا با قیمت‌هایی در دسترس همۀ طبقات» کمک کرد. ناکس سپس برای تدریس در مدرسۀ هنر کینگستون و مدرسۀ هنر ویمبلدون در ۱۹۰۷-۱۹۰۶ میلادی، دوباره به دنبال دوستش ای.جی. کالیستر بازگشت.